# Escolas Penais

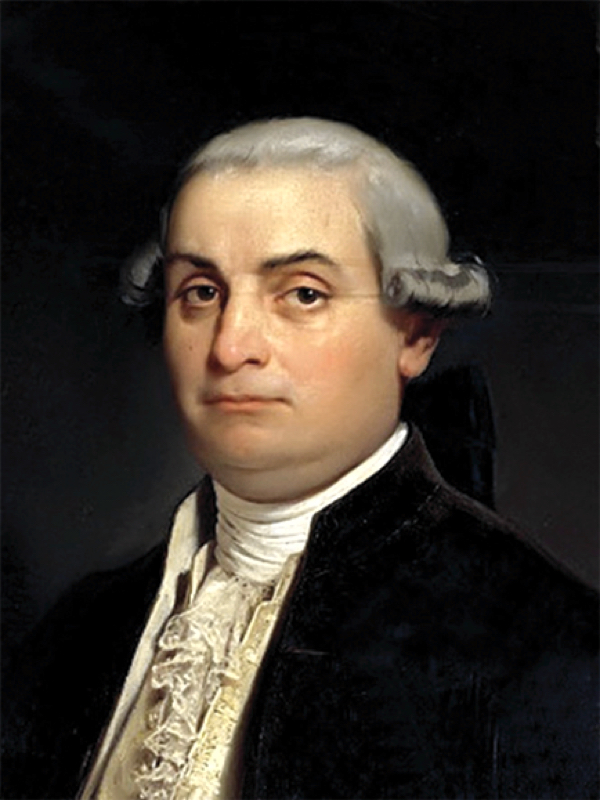
Cesare Beccaria, o maior nome da Escola Clássica do Direito Penal.

Escolas Penais, Escolas do Pensamento Penal ou ainda Escolas Criminológicas são as correntes de pensamento da dogmática jurídico-penal em que se pretende sistematizar os conjuntos de princípios e valores basilares para a averiguação do conteúdo e para a interpretação do Direito Penal positivo, isto é, das normas penais impostas pelo Estado mediante o seu poder de punir (ius puniendi). Os teóricos do pensamento criminológico pretendem analisar o crime com rigor científico. Como hoje se conhece, as escolas penais emergem por ocasião do Iluminismo, com vanguarda da Escola Clássica.